# Call of Duty: Roads to Victory
Call of Duty: Roads to Victory is een first-person shooter ontwikkeld door Amaze Entertainment. Het spel is uitgegeven door Activision en kwam in Europa op 30 maart 2007 voor PlayStation Portable. Roads to Victory is het eerste en enige spel uit de Call of Duty-serie dat is uitgekomen voor de PlayStation Portable.
Het spel heeft twee spelmodi. De singleplayer omvat veldtochten van de Amerikaanse, Britse en Canadese legers tijdens de Tweede Wereldoorlog.
In de multiplayer kan met tussen de twee en zes spelers worden gespeeld op negen verschillende maps. De beschikbare spelmodi zijn deathmatch, team deathmatch, king of the hill, capture the flag en hold the flag.

## Ontvangst
Het spel heeft een score van 64 uit 100 bij de recensieverzamelaar Metacritic.